# Nhụy lưỡi lá nguyên
Nhụy lưỡi lá nguyên hay còn gọi thiệt thư lá nguyên (danh pháp khoa học: Glossocardia integrifolia) là một loài thực vật có hoa trong họ Cúc. Loài này được Gagnep. mô tả khoa học đầu tiên năm 1921.